# فیلم‌شناسی کیم سو-هیون
کیم سو-هیون (کره‌ای: 김소현; هانجا: 金所炫؛ زادهٔ ۴ ژوئن ۱۹۹۹) بازیگر و مدل اهل کرهٔ جنوبی است.

## فیلم
| سال  | عنوان              | عنوان             | نقش                 | توضیحات           | منابع |
| سال  | فارسی              | اصلی              | نقش                 | توضیحات           | منابع |
| ---- | ------------------ | ----------------- | ------------------- | ----------------- | ----- |
| ۲۰۰۸ | اسم من پیتی است    | 마당 위의 아이    | جوانی جین-ها        | فیلم کوتاه        |       |
| ۲۰۱۰ | مرد انتقام جویی    | 파괴된 사나이     | جو هه-رین           |                   | [ ۲ ] |
| ۲۰۱۱ | گناه یک خانواده    | 우리 이웃의 범죄  | جونگ میونگ-هی       |                   | [ ۳ ] |
| ۲۰۱۱ | اسپای پاپا         | 스파이 파파       | سون-بوک             |                   | [ ۴ ] |
| ۲۰۱۲ | من پادشاهم         | 나는 왕이로소이다 | سول-بی              |                   | [ ۵ ] |
| ۲۰۱۳ | کیلر تون           | 더 웹툰: 예고살인 | جوانی می-سوک        |                   | [ ۶ ] |
| ۲۰۱۶ | عشق پاک            | 순정              | جونگ سو-اوک         |                   | [ ۷ ] |
| ۲۰۱۶ | آخرین شاهزاده خانم | 덕혜옹주          | نوجوانی پرنسس دوک‌هه |                   | [ ۸ ] |
| ۲۰۱۷ | نام تو             | 너의 이름은       | میتسوها میامیزو     | صدا (دوبلهٔ کره‌ای) | [ ۹ ] |

## مجموعه‌های تلویزیونی

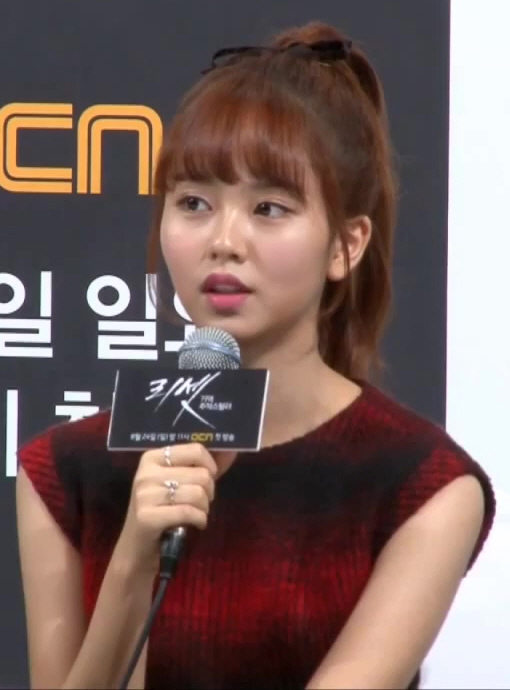
کیم در درام اوسی‌ان، به نام reset در سپتامبر ۲۰۱۴

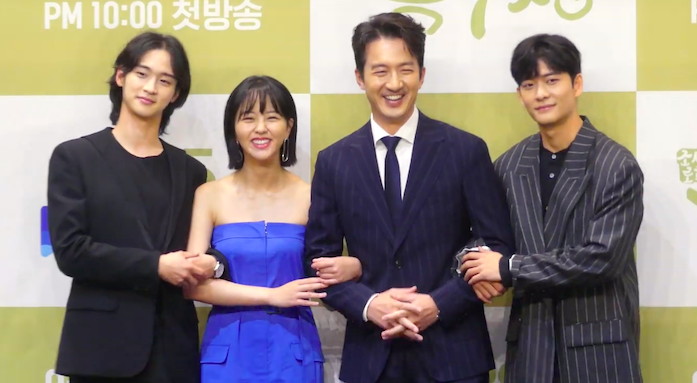
کیم و هم‌بازی‌هایش در افسانه نوکدو

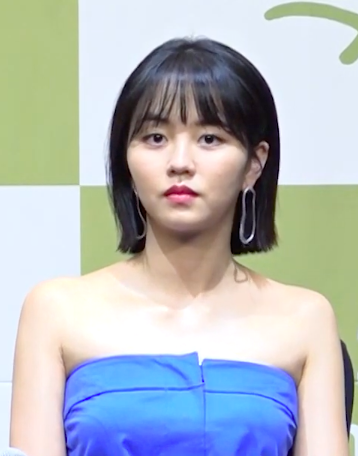
سوهیون موهایش را کوتاه کرده بود تا بیشتر شبیه کاراکتر دونگ-جو در افسانه نوکدو شود.

| Films that have not yet been released | نشانگر فیلم‌هایی است که هنوز منتشر نشده‌اند |

| سال          | عنوان                        | عنوان                                | نقش                                      | شبکه         | توضیحات                             | منابع                                         |
| سال          | فارسی                        | اصلی                                 | نقش                                      | شبکه         | توضیحات                             | منابع                                         |
| ------------ | ---------------------------- | ------------------------------------ | ---------------------------------------- | ------------ | ----------------------------------- | --------------------------------------------- |
| ۲۰۰۶         | دراما سیتی «ده دقیقه، مینور» | 드라마시티 - 십분간, 당신의 사۹소한  |                                          | کی‌بی‌اس۲      |                                     |                                               |
| ۲۰۰۷         | یه زن شاد                    | 행복한 여자                          | جوانی لی جی-یون                          | کی‌بی‌اس۲      |                                     |                                               |
| ۲۰۰۷         | هرچه بادا باد                | 케세라세라                           | جوانی هان اون-سو                         | ام‌بی‌سی       |                                     |                                               |
| ۲۰۰۸         | داستان‌های روح کره‌ای          | 전설의 고향                          | یون-هوا                                  | کی‌بی‌اس۲      | قسمت: «عزیزم، بیا بریم به کوه چونگ» | [ ۱۰ ]                                        |
| ۲۰۰۸–۲۰۰۹    | همسر و زن                    | 아내와 여자                          | جو جه-نی                                 | کی‌بی‌اس۲      |                                     |                                               |
| ۲۰۰۹         | جا میونگ گو                  | 자명고                               | میو-ری                                   | اس‌بی‌اس       |                                     |                                               |
| ۲۰۰۹         | بچه‌های بهشت                  | 천국의 아이들                        | کیم سون-یونگ                             | اس‌بی‌اس       | درام کمپین جمع‌آوری کمک‌های مالی      | [ ۱۱ ]                                        |
| ۲۰۰۹         | هزاران بار عاشقتم            | 천만번 사랑해                        |                                          | اس‌بی‌اس       |                                     | [ ۱۲ ]                                        |
| ۲۰۱۰         | میلیاردر شدن                 | 부자의 탄생                          | جوانی لی شین-می                          | کی‌بی‌اس۲      |                                     |                                               |
| ۲۰۱۰         | کیم تاک‌گو                    | 제빵왕 김탁구                        | جوانی گو جا-ریم                          | کی‌بی‌اس۲      |                                     |                                               |
| ۲۰۱۱         | پرندگان خارزار               | 가시나무새                           | جوانی سو جونگ-اون                        | کی‌بی‌اس۲      |                                     | [ ۱۳ ]                                        |
| ۲۰۱۱         | دو دوست                      | 짝패                                 | جوانی گوم-اوک                            | ام‌بی‌سی       |                                     |                                               |
| ۲۰۱۱–۲۰۱۲    | پادام پادام                  | 빠담빠담... 그와 그녀의 심장박동소리 | جوانی جونگ جی-نا                         | جی‌تی‌بی‌سی     |                                     |                                               |
| ۲۰۱۲         | افسانه خورشید و ماه          | 해를 품은 달                         | جوانی یون بو-کیونگ                       | ام‌بی‌سی       |                                     | [ ۱۴ ]                                        |
| ۲۰۱۲         | شاهزاده زیرشیروانی           | 옥탑방 왕세자                        | جوانی هونگ سه-نا / جوانی ولیعهد هوا-یونگ | اس‌بی‌اس       |                                     | [ ۱۵ ]                                        |
| ۲۰۱۲         | دوباره عشق                   | 러브 어게인                          | جونگ یو-ری                               | جی‌تی‌بی‌سی     |                                     | [ ۱۶ ]                                        |
| ۲۰۱۲         | خانوادهٔ بی‌احتیاط - فصل ۱     | 무작정 패밀리                        | کیم سو-هیون                              | ام‌بی‌سی اوری۱ |                                     | [ ۱۷ ]                                        |
| ۲۰۱۲         | ما بوی                       | 마보이                               | جانگ گو-ریم                              | تونیورس      |                                     | [ ۱۸ ]                                        |
| ۲۰۱۲–۲۰۱۳    | دلم برات تنگ شده             | 보고싶다                             | جوانی لی سو-یون                          | ام‌بی‌سی       |                                     | [ ۱۹ ]                                        |
| ۲۰۱۳         | آیریس ۲: نسل جدید            | 아이리스 ۲                           | جوانی جی سو-یون                          | کی‌بی‌اس۲      |                                     | [ ۲۰ ]                                        |
| ۲۰۱۳         | راز تولد                     | 출생의 비밀                          | جوانی جونگ یی-هیون                       | اس‌بی‌اس       |                                     | [ ۲۱ ]                                        |
| ۲۰۱۳         | می‌توانم صدایت را بشنوم       | 너의 목소리가 들려                   | جوانی جانگ هه-سونگ                       | اس‌بی‌اس       |                                     | [ ۲۲ ]                                        |
| ۲۰۱۳         | خدمتکار مشکوک                | 수상한 가정부                        | اون هان-گیول                             | اس‌بی‌اس       |                                     | [ ۲۳ ]                                        |
| ۲۰۱۴         | مثلث                         | 트라이앵글                           | جوانی شین-هه                             | ام‌بی‌سی       |                                     | [ ۲۴ ]                                        |
| ۲۰۱۴         | رست                          | 리셋                                 | چوی سونگ-هی / جو اون-بی                  | اوسی‌ان       |                                     | [ ۲۵ ]                                        |
| ۲۰۱۴         | همهٔ ما متفاوت گریه می‌کنیم    | 다르게 운다                          | ریو جی-هه                                | کی‌بی‌اس۲      | درام ویژه                           | [ ۲۶ ]                                        |
| ۲۰۱۵         | دختری که بوها را می‌بیند      | 냄새를 보는 소녀                     | چوی اون-سول                              | اس‌بی‌اس       | حضور افتخاری، قسمت ۱–۲ و ۵          | [ ۲۷ ]                                        |
| ۲۰۱۵         | تو کیستی: مدرسه ۲۰۱۵         | 후아유 - 학교 ۲۰۱۵                   | لی اون-بی / گو اون-بیول                  | کی‌بی‌اس۲      |                                     | [ ۲۸ ]                                        |
| ۲۰۱۶         | پیج ترنر                     | 페이지터너                           | یون یو-سول                               | کی‌بی‌اس۲      | درام ویژه                           | [ ۲۹ ]                                        |
| ۲۰۱۶         | هی روح، بیا بجنگیم           | 싸우자 귀신아                        | کیم هیون-جی                              | تی‌وی‌ان       |                                     | [ ۳۰ ]                                        |
| ۲۰۱۶         | گابلین                       | 도깨비                               | ملکه سون-هی / کیم سون                    | تی‌وی‌ان       | حضور افتخاری، قسمت ۱ و ۷-۹-۱۰-۱۱-۱۳ | [ ۳۱ ]                                        |
| ۲۰۱۷         | فرمانروای نقابدار            | 군주 - 가면의 주인                   | هان گا-اون                               | ام‌بی‌سی       |                                     | [ ۳۲ ]                                        |
| ۲۰۱۷         | وقتی تو خواب بودی            | 당신이 잠든 사이에                   | پارک سو-یون                              | اس‌بی‌اس       | حضور افتخاری، قسمت ۳–۸ و ۳۲         | [ ۳۳ ]                                        |
| ۲۰۱۸         | رادیو عاشقانه                | 라디오 로맨스                        | سونگ گو-ریم                              | کی‌بی‌اس۲      |                                     | [ ۳۴ ]                                        |
| ۲۰۱۹–۲۰۲۱    | آلارم عشق                    | 좋아하면 울리는                      | کیم جو-جو                                | نتفلیکس      |                                     | [ ۳۵ ] [ ۳۶ ]                                 |
| ۲۰۱۹         | افسانه نوکدو                 | 조선로코 - 녹두전                    | دونگ دونگ-جو / اون-سو                    | کی‌بی‌اس۲      |                                     | [ ۳۷ ]                                        |
| ۲۰۲۱         | طلوع ماه در رودخانه          | 달이 뜨는 강                         | شاهدخت پیونگ‌گانگ / یوم گا-جین / ملکه یون | کی‌بی‌اس۲      |                                     | [ ۳۸ ] [ ۳۹ ] [ ۴۰ ]                          |
| ۲۰۲۳         | دروغگوی دوست داشتنی من       | 나의 사랑스러운 거짓말쟁이           |                                          | تی وی ان     |                                     |                                               |
| ۲۰۲۴         | آغوش سرندیپیتی               | 우연일까?                            | لی هونگ جو                               | تی وی ان     |                                     |                                               |
| ۲۰۲۴ سپتامبر | پسر خوب                      | 굿보이                               | جی هان نا                                | جی تی بی سی  |                                     | https://asianwiki.com/Good_Boy_(Korean_Drama) |

## مجموعه‌های اینترنتی
| سال  | عنوان        | عنوان    | نقش         | وبگاه     | منبع   |
| سال  | فارسی        | اصلی     | نقش         | وبگاه     | منبع   |
| ---- | ------------ | -------- | ----------- | --------- | ------ |
| ۲۰۱۶ | معلم نیمه شب | 악몽선생 | کانگ یه-ریم | ناور تی‌وی | [ ۴۱ ] |

## ورایتی شو
| سال  | عنوان                                                               | شبکه     | نقش          | منبع   |
| ---- | ------------------------------------------------------------------- | -------- | ------------ | ------ |
| ۲۰۱۴ | ۱۰۰ نفر، ۱۰۰ آهنگ، قسمت ۱                                           | جی‌تی‌بی‌سی | مسابقه دهنده | [ ۴۲ ] |
| ۲۰۱۸ | چون این اولین بیست سالگی من است: Kim So-hyun's YOLO SOLO California | لایف‌تایم | عضو بازیگران | [ ۴۳ ] |

## میزبان

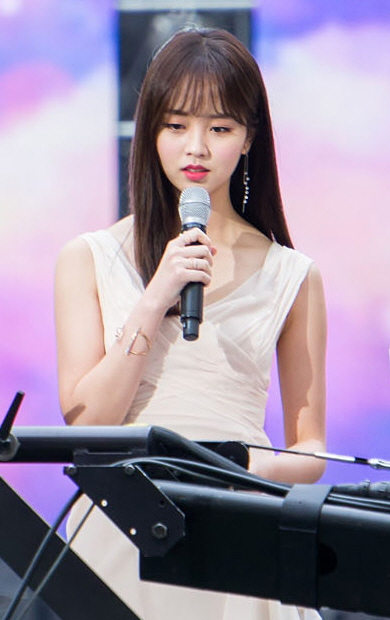
در ژوئن ۲۰۱۶

| سال       | عنوان                            | شبکه      | توضیحات                              | منبع          |
| --------- | -------------------------------- | --------- | ------------------------------------ | ------------- |
| ۲۰۱۳–۲۰۱۵ | شو! میوزیک کور                   | ام‌بی‌سی    | همراه نو هونگ چول، چوی مین-هو و زیکو | [ ۴۴ ]        |
| ۲۰۱۵      | کنسرت هزار برنده                 | —         | ارکستر همراه هام شین-ایک             | [ ۴۵ ] [ ۴۶ ] |
| ۲۰۱۵      | جوایز درامای کی‌بی‌اس              | کی‌بی‌اس    | همراه جون هیون-مو و پارک بوگوم       | [ ۴۷ ]        |
| ۲۰۱۶      | دریم کنسرت                       | اس‌بی‌اس    | همراه لیتوک و هونگ جونگ هیون         | [ ۴۸ ]        |
| ۲۰۱۶      | رانینگ من                        | اس‌بی‌اس    | ویژهٔ کریسمس، قسمت ۳۳۱                | [ ۴۹ ]        |
| ۲۰۱۸      | بیست و هفتمین جوایز موسیقی سئول  | کی‌بی‌اس ان | همراه کیم هی-چول و شین دونگ یوپ      | [ ۵۰ ]        |
| ۲۰۱۸–۲۰۱۹ | زیر نوزده                        | ام‌بی‌سی    | میزبان و حامی رسمی گروه              | [ ۵۱ ]        |
| ۲۰۱۹      | بیست و هشتمین جوایز موسیقی سئول  | کی‌بی‌اس ان | همراه کیم هی-چول و شین دونگ-یوپ      | [ ۵۲ ]        |
| ۲۰۲۱      | بیست و یکمین جوایز درامای کی‌بی‌اس | کی‌بی‌اس۲   | همراه سونگ شی-کیونگ و لی دو-هیون     | [ ۵۳ ]        |

## تئاتر
| سال  | عنوان            | نقش               |
| ---- | ---------------- | ----------------- |
| ۲۰۰۹ | ده جانگ-گوم بزرگ | کودکی ده جانگ-گوم |

## راوی
| سال  | عنوان                    | شبکه   | منبع   |
| ---- | ------------------------ | ------ | ------ |
| ۲۰۱۳ | هوم استی جهانی: راه خانه | ام‌بی‌سی | [ ۵۴ ] |
| ۲۰۱۸ | انتخاب ملی ۲۰۱۸          | اس‌بی‌اس | [ ۵۵ ] |

## حضور در موزیک ویدئوها
| سال  | عنوان ترانه                                             | هنرمند  | منبع          |
| ---- | ------------------------------------------------------- | ------- | ------------- |
| ۲۰۱۲ | «بیا باهم قدم بزنیم» (Let's Walk Together; 같이 걷자)   | تاچ     | [ ۵۶ ] [ ۵۷ ] |
| ۲۰۱۲ | «افسانهٔ اشک‌ها» (Legend of Tears; 전설같은 이야기)       | هی. نی  | [ ۵۸ ]        |
| ۲۰۱۳ | «آی یا» (I Yah; 아이야)                                 | بوی‌فرند | [ ۵۹ ]        |
| ۲۰۲۱ | «باید می‌دانستم» (Should′ve known; 가까이 있어서 몰랐어) | توای‌ام  | [ ۶۰ ]        |